# Itoa orientalis
Itoa orientalis är en videväxtart som beskrevs av William Botting Hemsley. Itoa orientalis ingår i släktet Itoa och familjen videväxter. Utöver nominatformen finns också underarten I. o. glabrescens.